# Leptoconops latibulorum
Leptoconops latibulorum är en tvåvingeart som beskrevs av Gutsevich 1973. Leptoconops latibulorum ingår i släktet Leptoconops och familjen svidknott. Inga underarter finns listade i Catalogue of Life.